# Castel Brunn
Castel Brunn (Schloss Brunn in tedesco) si trova nel comune austriaco di Bad Fischau-Brunn nel  distretto di Wiener Neustadt-Land, in Bassa Austria e risale al XIV secolo.

## Storia

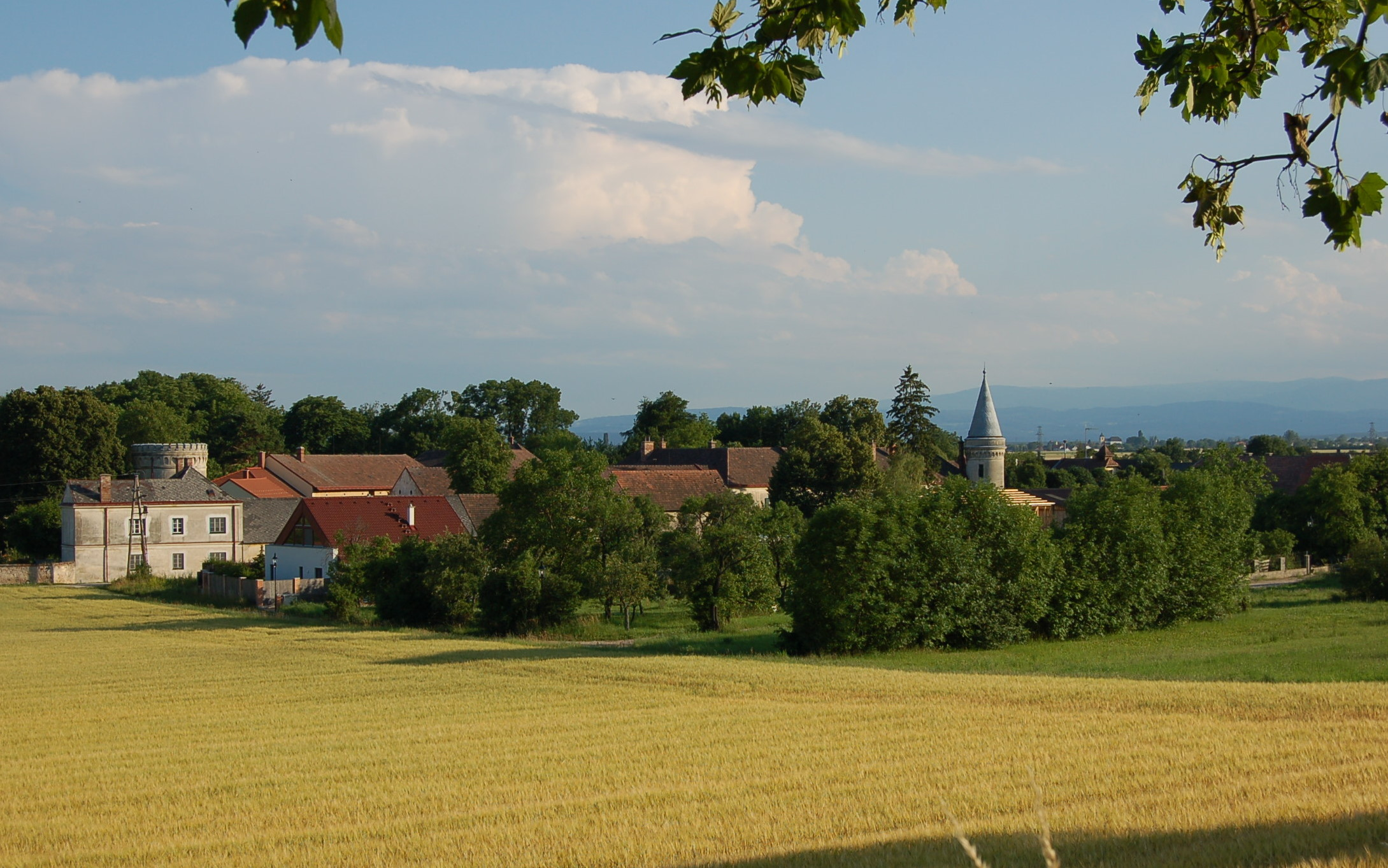
Castello e tenuta

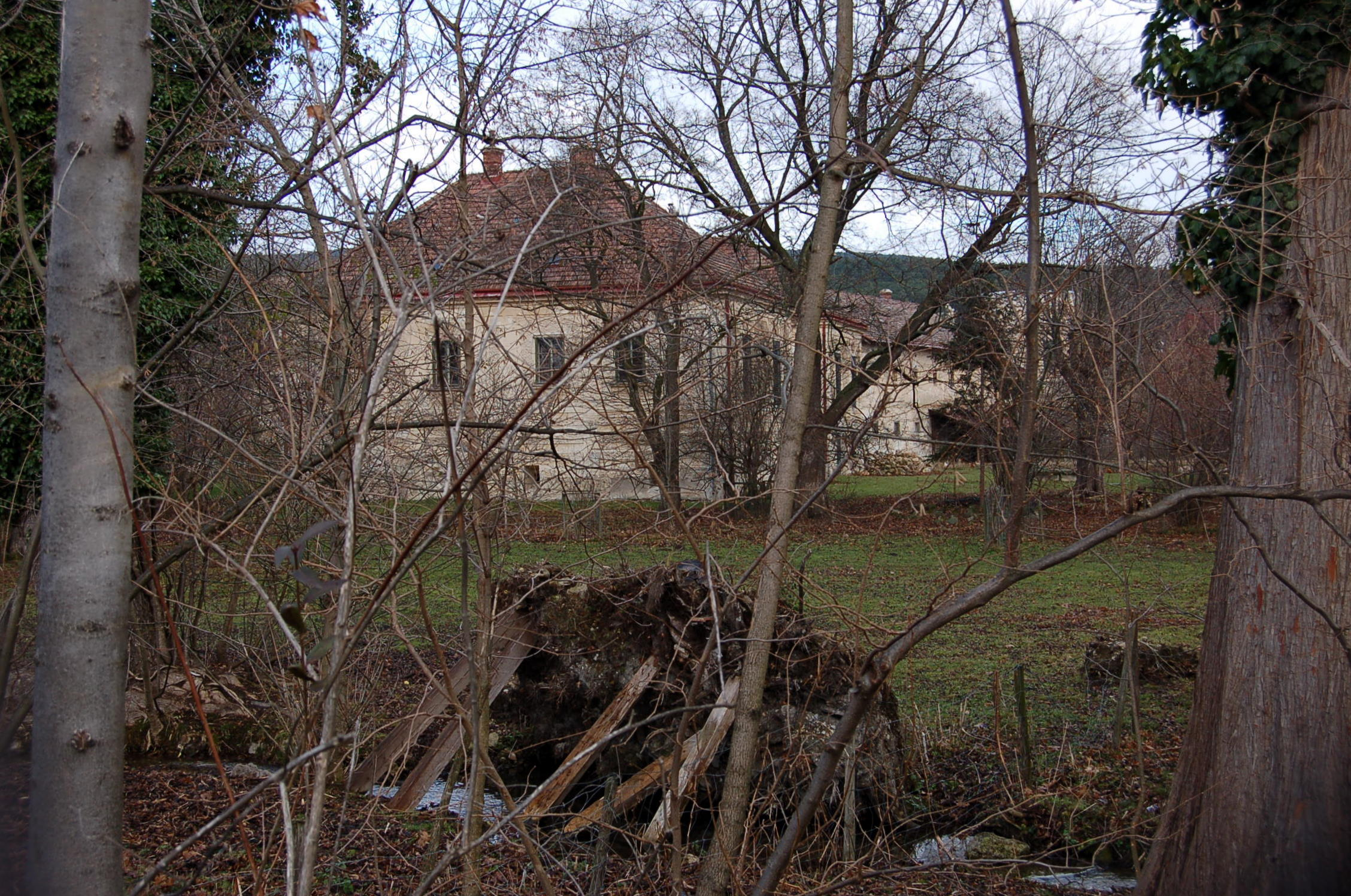
Interno del parco

La piccola fortificazione difesa da un fossato risale probabilmente alla seconda metà del XII secolo quando appartenne ad un nobile della corte del duca Leopoldo VI di Babenberg, Henricus de Prun, mentre il completamento della struttura col muro di cinta avvenne successivamente. I proprietari furono diversi e si succedettero nel corso degli anni. Nel XV secolo appartenne ai duchi Teuffenbach e all'inizio del XVI secolo apprtenne alla famiglia Dürr. Nel XVII secolo l'edificio originario venne ampliato e, tra il 1708 e il 1711, raggiunse forma e dimensioni che ci sono pervenute. IL fossato protettevo, non più necessario, venne interrato, e venne abbellito con nuovi giardini.  Un grave sisma, nel 1768, causò gravi danni che fu necessario riparare e dopo la fine della seconda guerra mondiale apparve saccheggiato. In seguito è stato restaurato ed è divenuto proprietà privata.

## Descrizione
Il castello di Brunn si trova a Bad Fischau-Brunn, nella parte occidentale dell'abitato in una tenuta privata ed è nascosto dietro un muro del giardino quindi è appena visibile dall'esterno. Il portale esterno ha un cancello con lo stemma in ghisa di un precedente proprietario. La facciata presenta una grande porta ad arco abbassato ed un frontone curvilineo decorativo. La struttura è un complesso a tre ali con due piani caratterizzato dalla torre rotonda, tipica dei castelli con fossato del XIV secolo. Viene utilizzato come spazio per incontri culturali. Il parco è particolarmente ricco con un viale di ippocastani tracciato in epoca barocca che conduce al palazzo.